# Miguel (zanger)
Miguel Jontel Pimentel (Los Angeles, 23 oktober 1985) is een Amerikaans zanger, songwriter, acteur en producer.
Hij tekende een contract bij Jive Records in 2007. Hij bracht zijn eerste album, All I Want Is You, uit in november 2010, na het uitbrengen van de single "All I Want Is You" met rapper J. Cole.
Miguel bereikte meer populariteit na de release van de single "Adorn" en het veelgeprezen album Kaleidoscope Dream in 2012. "Adorn" was Miguels tweede nummer één single op de Hot R&B/Hip-Hop Songs en won de R&B Award of the Year bij de Grammy Awards. Het album Kaleidoscope Dream ontving ook een nominatie voor Best Urban Contemporary Music Album.
In 2015 bracht Miguel zijn derde album Wildheart uit.
Op 16 maart 2018 bracht Miguel samen met de Noorse dj Kygo het nummer Remind me to forget uit. Dit nummer bereikte de zesde plek in de Nederlandse Top 40, de achtste plek in de Vlaamse Ultratop 50 en de 18e plek in de Nederlandse Single Top 100.

## Discografie

### Albums
- All I Want Is You (2010)
- Kaleidoscope Dream (2012)
- Wildheart (2015)
- War & Leisure (2017)

| Album met eventuele hitnotering(en) in de Nederlandse Album Top 100 | Datum van verschijnen | Datum van binnenkomst | Hoogste positie | Aantal weken | Opmerkingen |
| ------------------------------------------------------------------- | --------------------- | --------------------- | --------------- | ------------ | ----------- |
| Wildheart                                                           | 2015                  | 11-07-2015            | 88              | 1            |             |
| War & Leisure                                                       | 2017                  | 09-12-2017            | 74              | 1            |             |

### Singles
| Single met eventuele hitnotering(en) in de Nederlandse Top 40 | Datum van verschijnen | Datum van binnenkomst | Hoogste positie | Aantal weken | Opmerkingen                                    |
| ------------------------------------------------------------- | --------------------- | --------------------- | --------------- | ------------ | ---------------------------------------------- |
| #Beautiful                                                    | 2013                  | 18-05-2013            | tip20           | -            | met Mariah Carey / Nr. 68 in de Single Top 100 |
| Lost in Your Light                                            | 2017                  | 29-04-2017            | tip2            | -            | met Dua Lipa                                   |
| Remind Me to Forget                                           | 2018                  | 14-04-2018            | 6               | 18           | met Kygo / Nr. 18 in de Single Top 100         |

| Single met hitnotering(en) in de Vlaamse Ultratop 50 | Datum van verschijnen | Datum van binnenkomst | Hoogste positie | Aantal weken | Opmerkingen                               |
| ---------------------------------------------------- | --------------------- | --------------------- | --------------- | ------------ | ----------------------------------------- |
| Adorn                                                | 2012                  | 19-01-2013            | tip7            | -            |                                           |
| #Beautiful                                           | 2013                  | 11-05-2013            | tip50           | -            | met Mariah Carey                          |
| Power Trip                                           | 2013                  | 06-07-2013            | tip56           | -            | met J. Cole                               |
| Everyday                                             | 2015                  | 13-06-2015            | tip14           | -            | met A$AP Rocky, Rod Stewart & Mark Ronson |
| Coffee (F***ing)                                     | 2015                  | 18-07-2015            | tip32           | -            | met Wale                                  |
| Lost in Your Light                                   | 2017                  | 06-05-2017            | tip             | -            | met Dua Lipa                              |
| Remember Me                                          | 2017                  | 10-03-2018            | tip             | -            | met Natalia Lafourcade                    |
| Remind Me to Forget                                  | 2018                  | 21-04-2018            | 8               | 19           | met Kygo                                  |
| Show Me Love                                         | 2019                  | 05-10-2019            | tip             | -            | met Alicia Keys                           |

- Bibliothèque nationale de France: cb16999189f (data)
- Gemeinsame Normdatei: 143723510
- International Standard Name Identifier: 0000 0004 0744 9599
- Library of Congress Control Number: no2011002722
- MusicBrainz: 285e1285-aecc-478f-a8da-0c8cf69e1217
- Virtual International Authority File: 169647236
- WorldCat: E39PBJfh6vHGjfj6dCtJ3mwjYP